# Eirenis lineomaculatus
Espèce
Synonymes
- Eirenis lineomaculata Schmidt, 1939

Statut de conservation UICN

 LC  : Préoccupation mineure
Eirenis lineomaculatus est une espèce de serpents de la famille des Colubridae.

## Répartition
Cette espèce se rencontre en Israël, en Jordanie, au Liban, en Syrie et en Turquie.

## Description
Dans sa description Schmidt indique que le spécimen en sa possession mesure 217 mm dont 45 mm pour la queue. Son dos est brun clair et présente quatre rangées de taches brun foncé, les médianes plus marquées que les deux latérales. Sa nuque est marquée d'un collier.

## Publication originale
- Schmidt, 1939 : Reptiles and amphibians from Southwestern Asia. Zoological Series of Field Museum of Natural History, vol. 24, p. 49-92 (texte intégral).